# Lars Bergendahl
Lars Bergendahl (Oslo, 30 de enero de 1909 – 22 de junio de 1997) fue un noruego esquiador de fondo que compitió durante la década de 1930.
Ganó varias medallas en los Campeonatos Mundial de Esquí Nórdico. En 1937, Bergendahl obtuvo oros en la prueba de 18 km de esquí de fondo y en el relevo 4 × 10 km. En 1938, ganó una plata en el relevo 4 × 10 km y un bronce en la prueba de 50 km de esquí de fondo. En 1939, Bergendahl ganó la prueba de 50 km de esquí de fondo. Bergendahl ganó los 50 km masculinos en el Holmenkollen ski festival en 1940. Debido a sus éxitos, Bergendahl fue galardonado con la Medalla Holmenkollen en 1939 (Compartida con Sven Selånger y Trygve Brodahl). Su tío, Lauritz, ganó la medalla en 1910.
Bergendahl luchó en la campaña noruega tras la invasión alemana de Noruega en 1940. Junto con otros deportistas, Bergendahl sirvió en la improvisada unidad de esquí Sørkedalen Company (en noruego: Sørkedalen kompani) en abril de 1940.

## Cross-country skiing results
Todos los resultados están basados en la Federación Internacional de Esquí (FIS).

### Campeonato Mundial de Esquí Nórdico
- 5 medallas – (3 oro, 1 plata, 1 bronce)

| Año  | Edad | 17 K | 18 K | 50 K   | 4 x 10 K |
| ---- | ---- | ---- | ---- | ------ | -------- |
| 1930 | 21   | —    |      | 38     |          |
| 1934 | 25   |      | 13   | 15     | 4        |
| 1937 | 28   |      | Oro  | 5      | Oro      |
| 1938 | 29   |      | 23   | Bronce | Plata    |
| 1939 | 30   |      | 5    | Oro    | —        |